# Ipomoea limosa
Ipomoea limosa är en vindeväxtart som beskrevs av R.W.Johnson. Ipomoea limosa ingår i släktet praktvindor, och familjen vindeväxter. Inga underarter finns listade i Catalogue of Life.